# لف وارجع تاني (فلم)
لف وارجع تاني هو فيلمٌ مصريٌ أُنتج عام 2023. وبدأ عرضه في السعودية وباقي دول الخليج في 24 أغسطس 2023، لكنه لم يُعرض في مصر بعد.[بحاجة لمصدر]

## قصة الفيلم
مجموعة من المواطنين من محافظات مصرية مختلفة، يلتقون في شقة للمغتربين في إحدى حواري القاهرة. لكنهم يستيقظون من نومهم ذات مرة، ويكتشفون أن الحارة اختفت بسكانها، وأنهم انتقلوا إلى مكان آخر!

## إنتاج الفيلم
بدأ تصوير الفيلم في يناير 2023، في إحدى قرى منطقة دهشور (غرب القاهرة)، وأنتجته الفيلم شركة "رويال صن" لصاحبها سامر المحضر، وألفته ورشة "برة الصندوق" محمود حمدان، وأخرجه شادي علي. وهو من بطولة أحمد فتحي، وأيتن عامر، ومحمود حافظ، وشيري عادل، وصلاح عبد الله، ومحمد رضوان، وطارق الإبياري، بالإضافة إلى ضيفي الشرف سليمان عيد، وإسماعيل فرغلي.